# Begonia fengii
Espèce
Synonymes
- Begonia fengii T. C. Ku[2]
- Begonia obsolescens Irmsch. (préféré par GRIN)[2]

Begonia fengii est une espèce de plantes de la famille des Begoniaceae.
Elle a été décrite en 1995 par Tsue Chih Ku.